# Бенгалски лешояд
Бенгалски лешояд (Gyps bengalensis) е вид птица от семейство Ястребови (Accipitridae). Видът е критично застрашен от изчезване.

## Разпространение
Разпространен е в Афганистан, Бутан, Камбоджа, Индия, Иран, Лаос, Мианмар, Непал, Пакистан, Тайланд и Виетнам.